# Trzy Strzały

Symbol Trzech Strzał

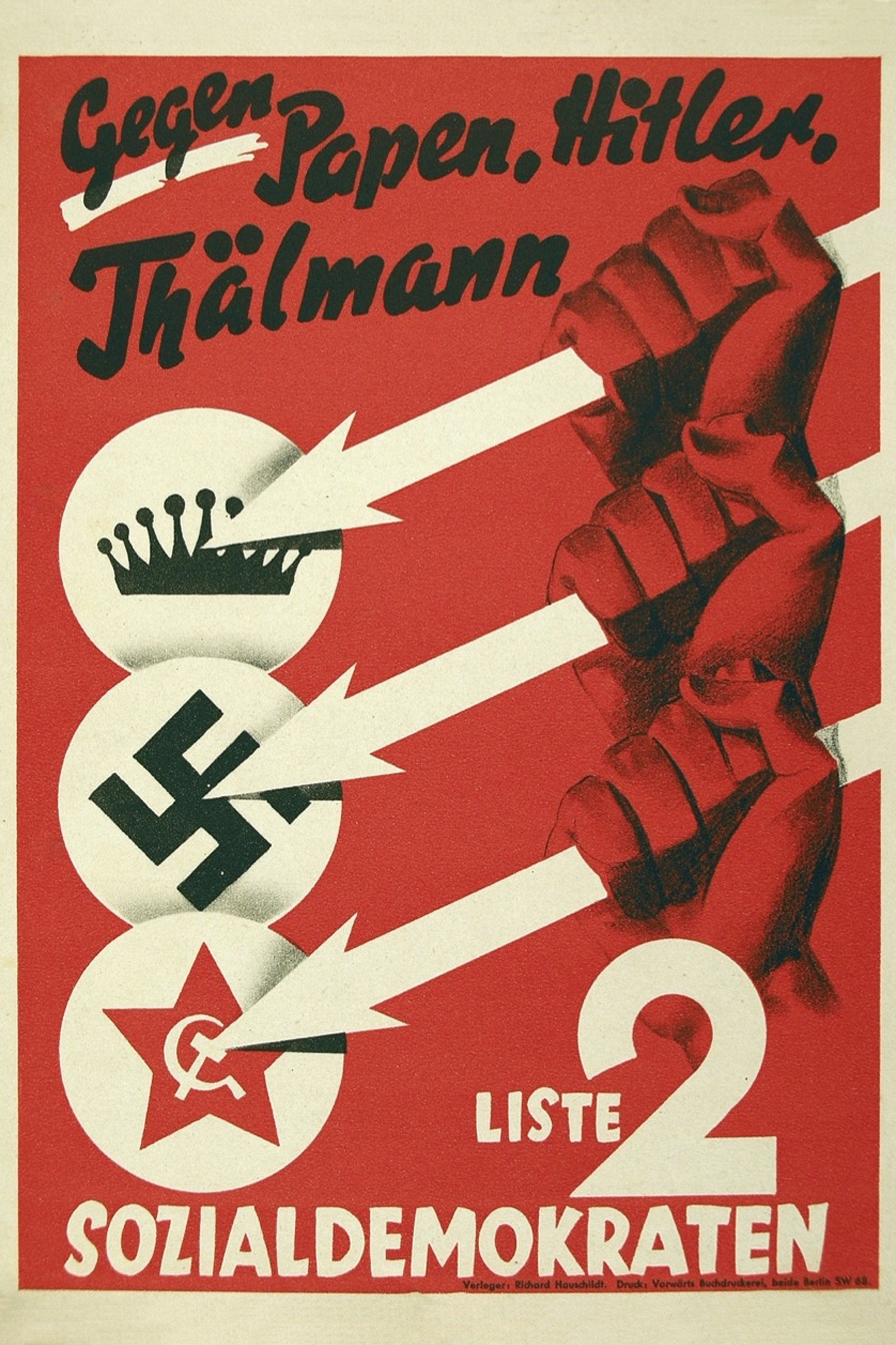
Oryginalny symbol Trzech Strzał z 1932 roku, na plakacie wyborczym SPD

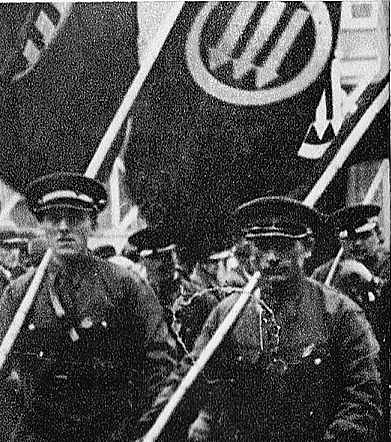
Członkowie Akcji Socjalistycznej z flagami, na których widnieje antyfaszystowski symbol trzech strzał

Trzy Strzały (niem. Drei Pfeile) – symbol zaprojektowany w 1931 roku przez Rosjanina Siergieja Czachotina i Niemca Carla Mierendorffa dla niemieckiej socjaldemokratycznej organizacji antyfaszystowskiej Front Żelazny. Jest jednym z symboli światowego ruchu antyfaszystowskiego.

## Symbolika
Pierwotnie Trzy Strzały miały symbolizować polityczną, ekonomiczną i fizyczną siłę robotników, jednak według najpopularniejszej wersji oznaczają one trzy wrogie socjaldemokracji idee:
- monarchizm,
- faszyzm,
- komunizm.

Według interpretacji stosowanej przez Akcję Antyfaszystowską oznaczają one sprzeciw wobec:
- wojny,
- faszyzmu,
- nacjonalizmu.

W zamyśle autorów i zgodnie z pierwotną wykładnią miały one symbolizować socjaldemokratyczny ruch sprzeciwu wobec reakcji, kapitalizmu i faszyzmu. Miały też symbolizować jedność, aktywność i dyscyplinę, czyli to, co powinno charakteryzować przeciwników faszyzmu. W czasach kampanii wyborczych przed wybuchem II wojny światowej kojarzono je na przykład ze zbiorem: pokój, wolność i chleb; symbolem jedności, karności i aktywności proletariatu albo sprzeciwem wobec Hitlera, arystokracji i kapitalizmu. W listopadzie 1932 roku produkowano nawet paczki papierosów z nadrukiem trzech strzał.
Kiedy faszyści próbowali ośmieszyć trzy strzały, przemieniali je w znak trzech parasoli, w odpowiedzi antyfaszyści zaczęli strzały rysować bliżej siebie, tak, aby się nic nie zmieściło wewnątrz. W odpowiedzi naziści rysowali na plakatach trzy strzały przełamane pośrodku i umieszczali nad nimi swastykę. W kontrze dorabiano groty w miejscu przełamania strzał, a swastykę przebijano na wylot.

## Historia
W 1931 roku Czachotkin, wspólnie z działaczem Socjaldemokratycznej Partii Niemiec Carlem Mierendorffem, postanowili wykorzystać naukowe analizy nazistowskiej propagandy do stworzenia symbolu dla niemieckiego ruchu socjaldemokratycznego. Uruchomili kampanię zatytułowaną „Trzy strzały przeciw swastyce”, w ramach której po raz pierwszy zaczęto powszechnie używać symbolu trzech strzał.
Czachotkin twierdził, że bezpośrednią inspiracją dla symbolu był obraz, który zobaczył w Heidelbergu: namalowana na murze swastyka, którą ktoś przekreślił za pomocą kredy – świadectwo wizualnej walki partyzanckiej toczącej się w przestrzeni publicznej. Czachotkin uważał też, że trzy strzały jako znak zawsze będą silniejsze od symbolu nazistowskiego, niezależnie od tego czy zostaną umieszczone nad czy pod nim: nawet gdyby ktoś próbował zamalować trzy strzały za pomocą swastyki to ta wciąż wyglądałaby na przebitą liniami logotypu.
W czerwcu 1932 roku trzy strzały stały się oficjalnym znakiem Frontu Żelaznego. Z symbolu szybko zaczęła korzystać także sama Socjaldemokratyczna Partia Niemiec, która użyła go na plakacie wyborczym z listopada 1932 roku. W tej wersji trzy strzały przebijały symbole Komunistycznej Partii Niemiec, monarchistycznej frakcji Niemieckiej Partii Centrum oraz Narodowosocjalistycznej Niemieckiej Partii Robotników atakując ich liderów: odpowiednio Ernsta Thälmanna, Franza von Papena oraz Adolfa Hitlera.
W latach 30. używały go liczne socjalistyczne i socjaldemokratyczne organizacje i partie polityczne, między innymi Francuska Sekcja Międzynarodówki Robotniczej, francuska Partia Socjalistyczna Robotników i Chłopów, Socjaldemokratyczna Partia Austrii (SPÖ) czy Ogólno-Żydowski Związek Robotniczy „Bund” w Polsce. Większość z nich w okresie powojennym przestała istnieć albo zaniechała używania trzech strzał jako oficjalnego symbolu w czasie przemian jakie przeszły one w drugiej połowie XX wieku.
We wrześniu 1932 roku, na zjeździe w Liège, znak ten przyjęła Socjalistyczna Międzynarodówka Sportu Robotniczego, zrzeszająca robotnicze stowarzyszenia sportowe. Piłkarski zespół robotników z Warszawy, który w listopadzie 1933 roku rozegrał towarzyski mecz w Gdańsku miał w klapy wpięty symbol „ku nienawiści band hitlerowskich”.
Trzy Strzały są powszechnie używane przez ugrupowania lewicowe i antyfaszystowskie na przykład Socjaldemokratyczną Partię Austrii, są elementem logotypu portugalskiej Partii Socjaldemokratycznej. Przestały być jednak oficjalnym symbolem części partii między innymi SPÖ i francuskiej Partii Socjalistycznej. W Polsce używają ich między innymi Polska Partia Socjalistyczna i Akcja Socjalistyczna.

## Galeria

Najbardziej popularne przedstawienie Trzech Strzał
Symbol Frontu Żelaznego
Symbol SFIO
Symbol SDAPÖ (używany w tej formie przez większość lewicowych partii stosujących go)
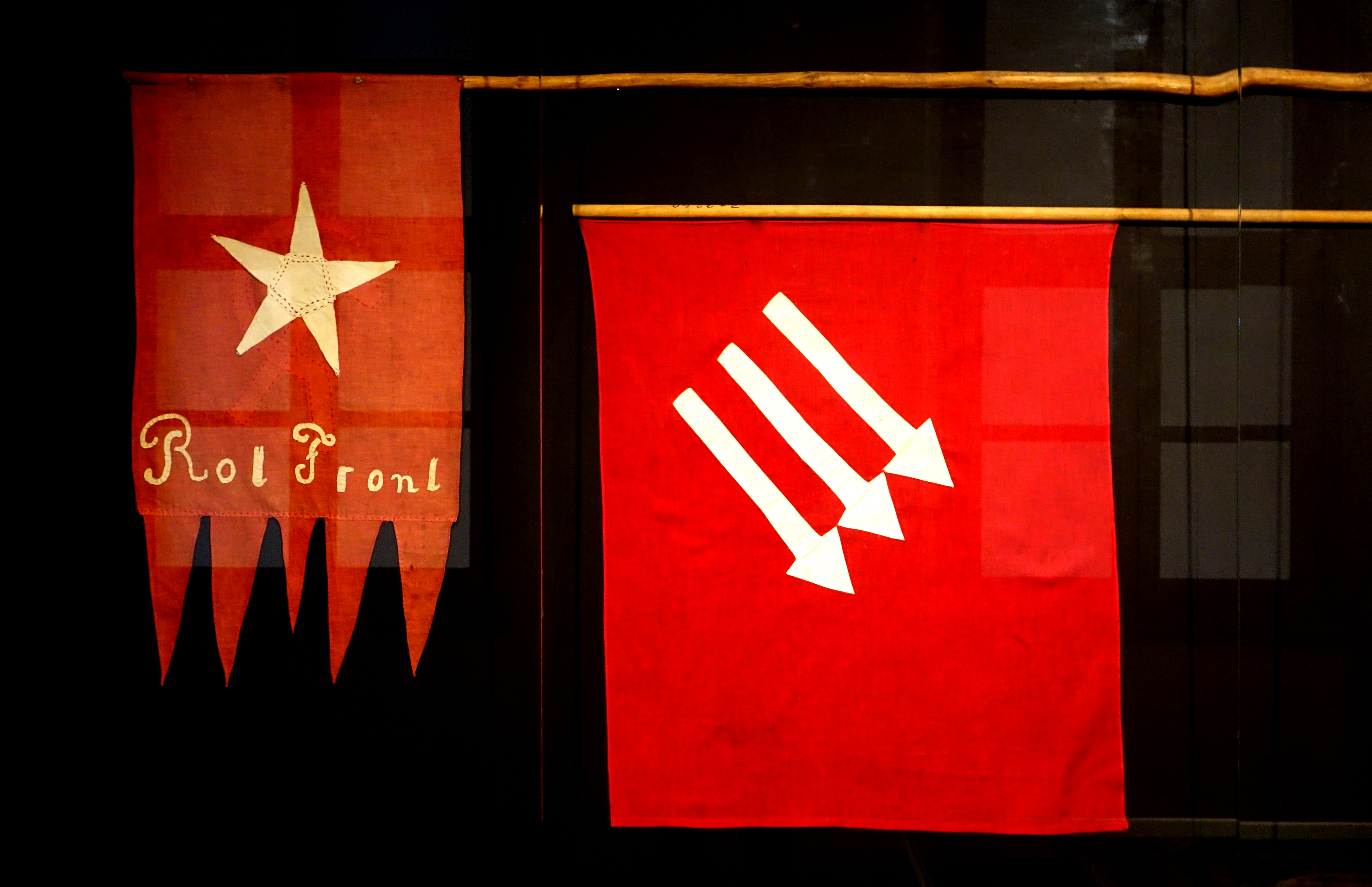
Sztandar Frontu Żelaznego i Czerwonego Związku Bojowników Frontowych w brunszwickim muzeum
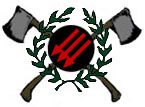
Symbol Czerwonych i Anarchistycznych Skinheadów
Flaga SPÖ (używana także przez większość partii i organizacji lewicowych)
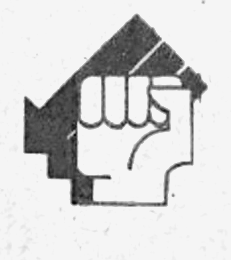
Symbol PSPO
Logo polsko-litewsko-rosyjskiej partii Bund

## Symbole podobne

Sześć Strzał – symbol CHP

Socjaldemokratyczna Republikańska Partia Ludowa w Turcji od początku swojego istnienia używa jako symbolu Sześć Strzał symbolizujących idee kemalizmu: republikanizm, równość, laicyzm, reformizm, nacjonalizm i etatyzm.